# Pilatus PC-9
Pilatus PC-9 je švicarski školski zrakoplov s jednim turbo-prop motorom. Namijenjen je za obuku vojnih pilota i laka borbena djelovanja za koja su potrebna manje modifikacije. Razlog tome je švicarska obveza kao neutralne zemlje da ne izvozi naoružane letjelice. Inače, PC-9 može ponijeti i do 1.040 kg korisnog tereta. U lakim borbenim zadaćama ih koriste i zrakoplovstava Slovenije i Irske.
Prvi prototip PC-9 uzletio je 7. svibnja 1984. godine, a drugi, po kojem je nastavljena izrada, dva mjeseca kasnije. U rujnu 1985. dobiva dozvolu za izvođenje akrobatskih letova. 

## Inačice PC-9
Prva inačica zrakoplova PC-9/A izrađena je za Australiju. Prvi let PC-9/A bio je 19. svibnja 1987. Inačica PC-9/B predviđena je za vuču meta. Uz veći kapacitet goriva može letjeti 3 sata i 30 minuta. Ispod krila su učvršćena dva vitla koja mogu otpustiti metu i do 3,5 km. Zrakoplovi su isporučeni u Njemačku. PC-9 M predstavljen je 1997. godine kao novi standardni model. Uz poboljšanja u konstrukciji, unaprijeđena je kontrola rada motora i propelera. Zrakoplove u svom sastavu imaju ratna zrakoplovstva Hrvatske, Slovenije, Irske i Oman-a.

## Tehničke karakteristike (PC-9M)
Osnovne karakteristike
- posada: 1 ili 2 pilota
- dužina: 10,7 m
- raspon krila: 10,12 m
- površina krila: 16,3 m2
- visina: 3,26 m

Letne karakteristike
- najveća brzina: 593 km/h
- dolet: 1.593 km
- brzina penjanja: 20,8 m/s
- najveća visina leta: 11.580 m
- specifično opterećenje krila: 138 kg/m2
- motor: 1 × Pratt & Whitney Canada PT6A-62 turboprop